# Variétés lyriques
Les Variétés lyriques est une compagnie privée de production d'œuvres lyriques, principalement d'opérettes, basée à Montréal et en activité de 1936 à 1955. Fondées par les chanteurs Lionel Daunais et Charles Goulet, Les Variétés lyriques prennent la relève de la Société canadienne d'opérette qui avait cessé ses activités en 1934.

## Historique

### Fondation
Les Variétés lyriques sont fondées en 1936 par Lionel Daunais et Charles Goulet, deux chanteurs établis à Montréal. Cette compagnie privée, vouée principalement à la production d'opérettes, vient remplir l'espace vacant laissé par la dissolution de la Société canadienne d'opérette en 1934, à la suite du décès soudain de son fondateur, Honoré Vaillancourt en 1933,. Conscients des défis que représente la mise sur pied d'une compagnie d'opéra, Daunais et Goulet misent, dès le départ, sur la générosité du public et sur son désir d'assister à des représentations d'œuvres lyriques. C'est le 1er août 1936 que les cofondateurs annoncent publiquement la création des Variétés lyriques et, par le fait même, du premier spectacle,. Dans les journaux locaux, en septembre 1936, on lit ceci : « Cette nouvelle entreprise mérite l'encouragement du public, qui lui seul décidera de sa durée. La direction ne sollicite ni abonnement, ni souscription. »  Autrement dit, le succès du premier spectacle déterminera si l'entreprise s'engage ou non à produire une saison complète. La première production des Variétés lyriques, Le pays du sourire de Franz Lehár, est présentée le 22 septembre 1936 au Monument-National. Cette offre répondait à une demande bien présente puisque les activités des Variétés lyriques se poursuivront au delà de ce premier spectacle, jusqu'en 1955. Dès 1937, la compagnie compte 426 abonnés.

### Programmation et répertoire

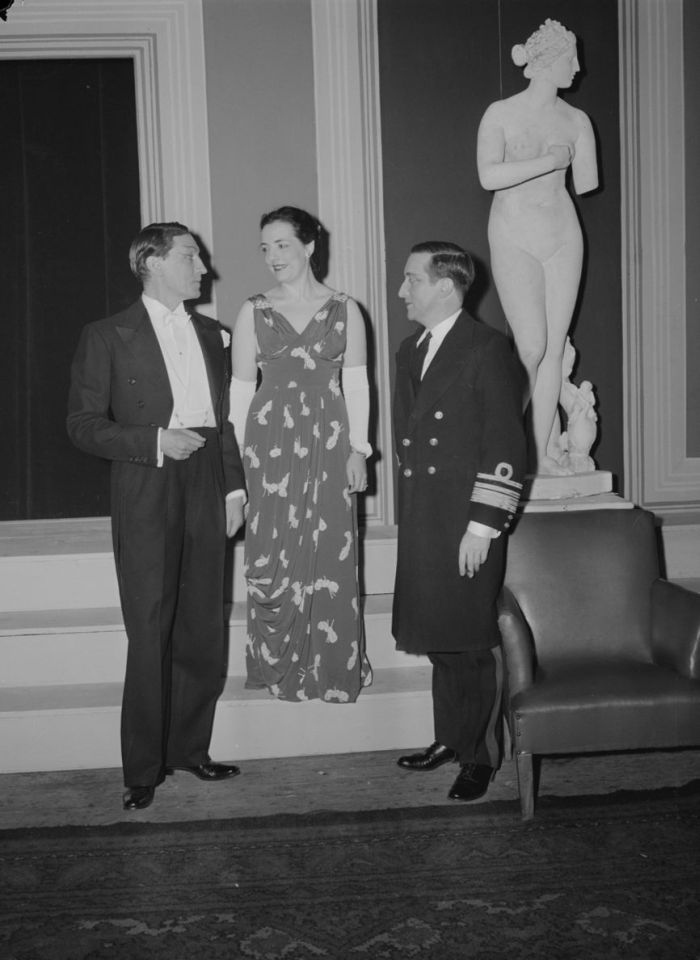
Chanteurs participant à l'opérette Le Pays du sourire de Franz Lehar présentée par les Variétés lyriques au Monument-National en 1945.

Les Variétés lyriques résident au Monument-National. Dans ce même théâtre, de 1936 à 1955, s'enchaîneront de manière consécutive un total de 19 saisons. Chaque saison compte en moyenne quatre opérettes et un opéra. Les programmes des Variétés lyriques proposent des opérettes qui sont pour la plupart contemporaines, ce qui permet d'offrir de la nouveauté au public montréalais. Parmi celles-ci, on compte les compositions d'Oscar Strauss, de George Posford et Bernard Grün, de Sigmund Romberg, de Rudolf Friml et de Victor Herbert, entre autres. Les directeurs ne se privent pas non plus des classiques du genre, en sélectionnant des œuvres de Jacques Offenbach, Charles Lecocq ou Robert Planquette. Au total, ce sont plus de 102 opérettes qui ont été produites durant les 19 années d'activités des Variétés lyriques. À cela s'ajoutent 15 opéras, dont Werther et Manon de Jules Massenet, Carmen de Georges Bizet, les Contes d'Hoffmann de Jacques Offenbach, le Faust de Charles Gounod, Le Barbier de Séville de Giacomo Rossini, Rigoletto de Giusseppe Verdi et Madame Butterfly de Puccini. Tout le répertoire, tant les opéras que les opérettes, est présenté en français ce qui signifie que, pour les œuvres étrangères, on joue la version traduite en français,. En complément, en 1940, Goulet et Daunais proposent la revue musicale « Parlez-moi de d'ça » qui agence, dans un format pot-pourri, des extraits des grands succès de la troupe des Variétés lyriques.

### Fermeture
Les Variétés lyriques mettent fin à leurs activités le 30 avril 1955 avec le spectacle La fille du tambour-major de Jacques Offenbach. À ce moment, la compagnie compte plus de 14 000 abonnés. Cette fidélisation était la seule source de revenu. Goulet et Daunais ne bénéficient d'aucun financement, ni gouvernemental, ni privé. Malgré le nombre élevé d'abonnés, les fondateurs doivent fermer les Variétés lyriques puisque les coûts de production ne cessent de croitre. De plus, l'engouement du public envers les comédies musicales américaines et l'arrivée de la télévision auraient contribué à créer un certain désintérêt. Au fil des années, les Variétés lyriques ont présenté 102 productions d'opérettes, 15 d'opéras et une revue musicale, pour un grand total de 1084 représentations pendant leurs 19 années d'opération.

## La scène

### Chanteurs et comédiens
Pour former leur troupe, les Variétés lyriques recrutent plusieurs talents québécois. Parmi eux, on note les noms des sopranos Pierrette Alarie, Rita Bibeau, Yolande Dulude, Marthe Lapointe, Thérèse Laporte, Marthe Létourneau, Jacqueline Plouffe et Irène Salemka, de la mezzo-soprano Jeanne Maubourg, de la contralto Anna Malenfant, des ténors Jacques Gérard, Albert Montmarquette (Albert Marquis de son nom de scène), Raoul Jobin, Jacques Labrecque, Gérard Paradis, Léopold Simoneau, André Turp et Richard Verreau, des barytons Napoléon Bisson et Louis Quilico et des basses Yoland Guérard, Jean-Pierre Hurteau et Joseph Rouleau. En plus, Daunais et Goulet tiennent eux-mêmes des rôles tout en assurant la mise en scène et l'administration. Des comédiens comme Fred Barry, Paul Berval, Guy Hoffmann, Juliette Huot, Jean-Pierre Masson, Guy Mauffette et Henri Poitras font de nombreuses présences remarquées.
Des interprètes européens, dont Jacques Jansen, Rudi Hirigoyen, Michel Dens, Germaine Roger, André Dassary, participent également aux productions des Variétés lyriques.

### L'orchestre
L'orchestre est composé d'une trentaine de musiciens et la direction de ces derniers est assurée principalement par Lionel Daunais. D'autres, dont Jean-Marie Beaudet, Lionel Renaud et Charles Goulet, ont aussi dirigé l'orchestre à quelques reprises.

### Les danseurs
Dès 1936, Maurice Lacasse-Morenoff est nommé maître des danseurs pour les Variétés lyriques, une fonction qu'il exercera pendant plus de 15 ans. Les ballets Morenoff font une apparition à presque tous les spectacles des Variétés lyriques.

### Les décors
Les décors des productions des Variétés lyriques sont conçus localement à Montréal. Tour à tour, Alfred Faniel et Marcel Sallette participent régulièrement à la production des décors. Il arrive que ceux-ci soient réalisés à partir de maquettes provenant des théâtres de Paris. Certains spectacles, dont ceux présentant l’œuvre Rose-Marie de Friml, requièrent jusqu'à dix changements de décors.
Les décors sont souvent l'oeuvre de plusieurs personnes. Le décorateur, une personne expérimentée dans le dessin, la peinture, la sculpture, l’architecture et la perspective, produit une maquette, une esquisse au format réduit de la décoration placée sur un petit modèle de théâtre, dans laquelle les châssis et les rideaux sont figurés avec du carton. Le chef des machinistes et ses aides reproduisent ensuite les éléments du décor à la grandeur de l’exécution. Les toiles sont cousues, montées, assemblées et fixées avant que ne commence la mise à l’encre des rideaux et des châssis, soit le dessin du contour des motifs à peindre. Le peintre scénique ou peintre décorateur, assisté de plusieurs autres peintres, assure alors la mise au carreau du travail fait sur la maquette. Il prend alors des précautions essentielles pour créer l’illusion de l’espace précis où se déroule l’action dramatique et empêcher le public de voir au-delà du décor.
L'exposition virtuelle « Alfred Faniel, peintre scénique pour les Variétés Lyriques (1936-1950) » est en cours de préparation par le Centre de recherche interuniversitaire sur la littérature et la culture au Québec. Le lancement est prévu pour l'automne 2024.

### Articles
- Pascal Blanchet, « L’Âge d’or de l’opérette à Montréal : les Variétés Lyriques (1936-1955) », Jeu : revue de théâtre, no 120,‎ 2006, p. 193-199 (ISSN 0382-0335 et 1923-2578, lire en ligne, consulté le 16 janvier 2021).
- Jean Béraud, « L'Opérette renait », La Presse,‎ 1er août 1936, Cahier 2, p. 21 (lire en ligne).
- « Les Variétés lyriques | l'Encyclopédie Canadienne », sur www.thecanadianencyclopedia.ca (consulté le 17 janvier 2021).
- Hans-Jürgen Greif, « Quand le théâtre change le pays », Jeu : revue de théâtre, no 163,‎ 2017 (ISSN 0382-0335 et 1923-2578, lire en ligne, consulté le 17 janvier 2021).
- Hélène Paul, « La Mise en place des institutions de la musique classique à Montréal (1900-1939) », Société québécoise de recherche en musique,‎ s.d., n.d. (lire en ligne).
- « De l'opérette aux Variétés lyriques », La Presse,‎ 7 septembre 1936, p. 23 (lire en ligne).
- Marie-Claire Lefebvre, « Les Variétés lyriques », Encyclopédie canadienne, 2013 [2006].
- Jean-Marc Larrue, « La scénographie professionnelle au Québec (1870-1990) ou la quête historique d’un pouvoir et d’une reconnaissance », L’Annuaire théâtral, no 11, 1992, p. 103–136 [15].
- Renée Noiseux-Gurik, « Quelques peintres-décorateurs professionnels de l’activité théâtrale montréalaise », L’Annuaire théâtral, no 11, 1992, p. 77–101[16].

### Ouvrages
- Barrière, Mireille., L'Opéra français de Montréal : l'étonnante histoire d'un succès éphémère : 1893-1896, Fides, [2001], ©2002 (ISBN 2-7621-2275-9 et 978-2-7621-2275-6, OCLC 46908658, lire en ligne).
- Charles Goulet et Marcelle Girard-Goulet, Sur la scène et dans la coulisse, Québec, Ministère des affaires culturelles, Direction des communications, 1981 (ISBN 2551041783, lire en ligne).
- Jean-Marc Larrue, Le Monument inattendu, Éditions Hurtubise, coll. « Cahiers du Québec Collection histoire », 1993  (ISBN 978-2-89428-007-2)